# Christoph Eilers

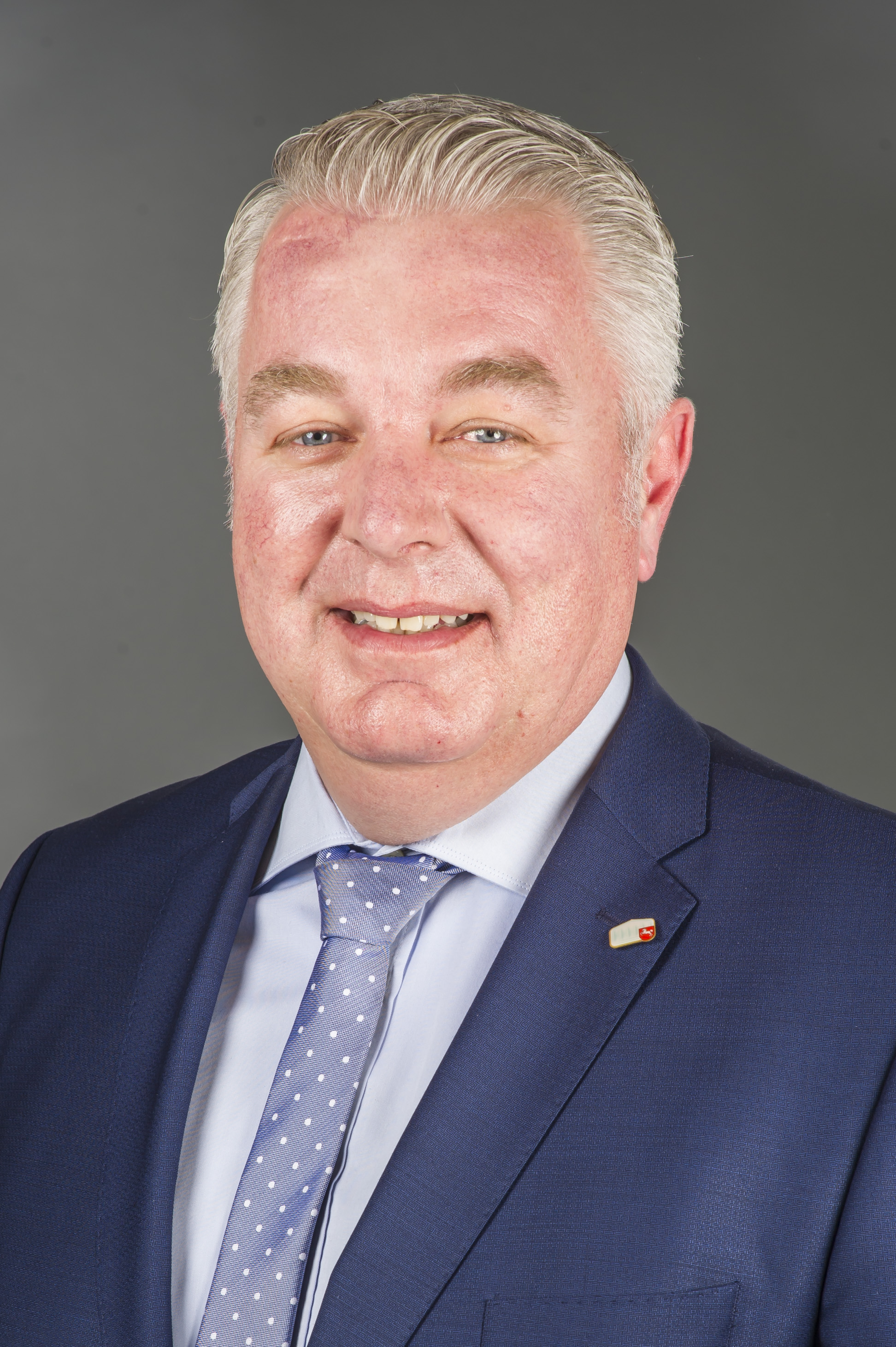
Christoph Eilers, 2018

Christoph Eilers (* 10. Mai 1969 in Emstek) ist ein deutscher Politiker der Christlich Demokratischen Union Deutschlands (CDU) und seit November 2017 Mitglied des Niedersächsischen Landtages.

## Leben
Eilers ist als Diplom-Kaufmann (FH) bei einem Lohner Handelsunternehmen tätig. Seinen Abschluss machte er an der privaten Fachhochschule Wirtschaft und Technik in Vechta/Diepholz.
Seit 1991 ist er Mitglied im Gemeinderat Cappeln, seit Mitglied im Kreistag des Landkreises Cloppenburg. Am 15. Oktober 2017 zog er als Direktkandidat für die CDU im Landtagswahlkreis Cloppenburg als Abgeordneter in den Landtag Niedersachsen ein. Bei der Landtagswahl in Niedersachsen 2022 konnte er das Direktmandat verteidigen. Er ist Sprecher der CDU-Fraktion für Bundesangelegenheiten. Nach dem Rücktritt André Hüttemeyers (Landtagswahlkreis Vechta) von allen politischen Ämtern im August 2023 übernahm Eilers teilweise dessen Aufgaben in dem Wahlkreis, der bis zur Landtagswahl 2027 keinen direkt gewählten Abgeordneten haben wird.
Eilers wohnt in Cappeln.